# Eleições legislativas portuguesas de 1995 nos Açores
| Eleições legislativas portuguesas de 1995 Distritos: Aveiro \| Beja \| Braga \| Bragança \| Castelo Branco \| Coimbra \| Évora \| Faro \| Guarda \| Leiria \| Lisboa \| Portalegre \| Porto \| Santarém \| Setúbal \| Viana do Castelo \| Vila Real \| Viseu \| Açores \| Madeira \| Estrangeiro |

## Resultados por Concelho
Os resultados nos concelhos do Região Autónoma dos Açores foram os seguintes:

### Angra do Heroísmo
| Partido                 | Partido                        | Votos  | %               | +/- |
| ----------------------- | ------------------------------ | ------ | --------------- | --- |
|                         | Partido Socialista             | 7 505  | 43,86 / 100,00  |     |
|                         | Partido Social Democrata       | 7 169  | 41,90 / 100,00  |     |
|                         | Partido Popular                | 1 780  | 10,40 / 100,00  |     |
|                         | Coligação Democrática Unitária | 213    | 1,24 / 100,00   |     |
|                         | Outros                         | 196    | 1,16 / 100,00   |     |
| Votos Inválidos         | Votos Inválidos                | 258    | 1,44 / 100,00   |     |
| Total                   | Total                          | 17 111 | 100,00 / 100,00 |     |
| Eleitorado/Participação | Eleitorado/Participação        | 29 242 | 58,52 / 100,00  |     |

### Calheta
| Partido                 | Partido                  | Votos | %               | +/- |
| ----------------------- | ------------------------ | ----- | --------------- | --- |
|                         | Partido Social Democrata | 1 648 | 72,73 / 100,00  |     |
|                         | Partido Socialista       | 391   | 17,26 / 100,00  |     |
|                         | Partido Popular          | 165   | 7,28 / 100,00   |     |
|                         | Outros                   | 34    | 1,51 / 100,00   |     |
| Votos Inválidos         | Votos Inválidos          | 28    | 1,24 / 100,00   |     |
| Total                   | Total                    | 2 266 | 100,00 / 100,00 |     |
| Eleitorado/Participação | Eleitorado/Participação  | 3 685 | 61,49 / 100,00  |     |

### Corvo
| Partido                 | Partido                          | Votos | %               | +/- |
| ----------------------- | -------------------------------- | ----- | --------------- | --- |
|                         | Partido Social Democrata         | 103   | 52,02 / 100,00  |     |
|                         | Partido Socialista               | 57    | 28,79 / 100,00  |     |
|                         | Coligação Democrática Unitária   | 12    | 6,06 / 100,00   |     |
|                         | Partido Popular                  | 7     | 3,54 / 100,00   |     |
|                         | Partido Democrático do Atlântico | 4     | 2,02 / 100,00   |     |
|                         | Outros                           | 2     | 1,02 / 100,00   |     |
| Votos Inválidos         | Votos Inválidos                  | 13    | 6,57 / 100,00   |     |
| Total                   | Total                            | 198   | 100,00 / 100,00 |     |
| Eleitorado/Participação | Eleitorado/Participação          | 297   | 66,67 / 100,00  |     |

### Horta
| Partido                 | Partido                        | Votos  | %               | +/- |
| ----------------------- | ------------------------------ | ------ | --------------- | --- |
|                         | Partido Social Democrata       | 3 381  | 44,98 / 100,00  |     |
|                         | Partido Socialista             | 3 060  | 40,71 / 100,00  |     |
|                         | Partido Popular                | 600    | 7,98 / 100,00   |     |
|                         | Coligação Democrática Unitária | 265    | 3,53 / 100,00   |     |
|                         | Outros                         | 109    | 1,46 / 100,00   |     |
| Votos Inválidos         | Votos Inválidos                | 102    | 1,36 / 100,00   |     |
| Total                   | Total                          | 7 517  | 100,00 / 100,00 |     |
| Eleitorado/Participação | Eleitorado/Participação        | 12 021 | 62,53 / 100,00  |     |

### Lagoa
| Partido                 | Partido                        | Votos | %               | +/- |
| ----------------------- | ------------------------------ | ----- | --------------- | --- |
|                         | Partido Social Democrata       | 2 313 | 49,22 / 100,00  |     |
|                         | Partido Socialista             | 1 772 | 37,71 / 100,00  |     |
|                         | Partido Popular                | 365   | 7,77 / 100,00   |     |
|                         | Coligação Democrática Unitária | 64    | 1,36 / 100,00   |     |
|                         | Outros                         | 94    | 2,00 / 100,00   |     |
| Votos Inválidos         | Votos Inválidos                | 91    | 1,94 / 100,00   |     |
| Total                   | Total                          | 4 699 | 100,00 / 100,00 |     |
| Eleitorado/Participação | Eleitorado/Participação        | 9 138 | 51,42 / 100,00  |     |

### Lajes das Flores
| Partido                 | Partido                        | Votos | %               | +/- |
| ----------------------- | ------------------------------ | ----- | --------------- | --- |
|                         | Partido Social Democrata       | 426   | 50,24 / 100,00  |     |
|                         | Partido Socialista             | 232   | 27,36 / 100,00  |     |
|                         | Coligação Democrática Unitária | 104   | 12,26 / 100,00  |     |
|                         | Partido Popular                | 40    | 4,72 / 100,00   |     |
|                         | PCTP/MRPP                      | 15    | 1,77 / 100,00   |     |
|                         | Outros                         | 11    | 1,30 / 100,00   |     |
| Votos Inválidos         | Votos Inválidos                | 20    | 2,36 / 100,00   |     |
| Total                   | Total                          | 848   | 100,00 / 100,00 |     |
| Eleitorado/Participação | Eleitorado/Participação        | 1 289 | 65,79 / 100,00  |     |

### Lajes do Pico
| Partido                 | Partido                  | Votos | %               | +/- |
| ----------------------- | ------------------------ | ----- | --------------- | --- |
|                         | Partido Social Democrata | 1 342 | 49,65 / 100,00  |     |
|                         | Partido Socialista       | 1 100 | 40,70 / 100,00  |     |
|                         | Partido Popular          | 195   | 7,21 / 100,00   |     |
|                         | Outros                   | 45    | 1,66 / 100,00   |     |
| Votos Inválidos         | Votos Inválidos          | 21    | 0,78 / 100,00   |     |
| Total                   | Total                    | 2 703 | 100,00 / 100,00 |     |
| Eleitorado/Participação | Eleitorado/Participação  | 4 547 | 59,45 / 100,00  |     |

### Madalena
| Partido                 | Partido                        | Votos | %               | +/- |
| ----------------------- | ------------------------------ | ----- | --------------- | --- |
|                         | Partido Social Democrata       | 1 667 | 52,42 / 100,00  |     |
|                         | Partido Socialista             | 1 153 | 36,26 / 100,00  |     |
|                         | Partido Popular                | 224   | 7,04 / 100,00   |     |
|                         | Coligação Democrática Unitária | 60    | 1,89 / 100,00   |     |
|                         | Outros                         | 35    | 1,10 / 100,00   |     |
| Votos Inválidos         | Votos Inválidos                | 41    | 1,29 / 100,00   |     |
| Total                   | Total                          | 3 180 | 100,00 / 100,00 |     |
| Eleitorado/Participação | Eleitorado/Participação        | 4 694 | 67,75 / 100,00  |     |

### Nordeste
| Partido                 | Partido                        | Votos | %               | +/- |
| ----------------------- | ------------------------------ | ----- | --------------- | --- |
|                         | Partido Social Democrata       | 1 612 | 52,00 / 100,00  |     |
|                         | Partido Socialista             | 1 053 | 33,97 / 100,00  |     |
|                         | Partido Popular                | 277   | 8,94 / 100,00   |     |
|                         | Coligação Democrática Unitária | 33    | 1,06 / 100,00   |     |
|                         | Outros                         | 59    | 1,90 / 100,00   |     |
| Votos Inválidos         | Votos Inválidos                | 66    | 2,13 / 100,00   |     |
| Total                   | Total                          | 3 100 | 100,00 / 100,00 |     |
| Eleitorado/Participação | Eleitorado/Participação        | 4 765 | 65,06 / 100,00  |     |

### Ponta Delgada
| Partido                 | Partido                          | Votos  | %               | +/- |
| ----------------------- | -------------------------------- | ------ | --------------- | --- |
|                         | Partido Social Democrata         | 11 891 | 44,47 / 100,00  |     |
|                         | Partido Socialista               | 10 105 | 37,79 / 100,00  |     |
|                         | Partido Popular                  | 2 924  | 10,93 / 100,00  |     |
|                         | Partido Democrático do Atlântico | 572    | 2,14 / 100,00   |     |
|                         | Coligação Democrática Unitária   | 512    | 1,91 / 100,00   |     |
|                         | Outros                           | 370    | 1,38 / 100,00   |     |
| Votos Inválidos         | Votos Inválidos                  | 367    | 1,37 / 100,00   |     |
| Total                   | Total                            | 26 741 | 100,00 / 100,00 |     |
| Eleitorado/Participação | Eleitorado/Participação          | 51 962 | 51,46 / 100,00  |     |

### Povoação
| Partido                 | Partido                        | Votos | %               | +/- |
| ----------------------- | ------------------------------ | ----- | --------------- | --- |
|                         | Partido Social Democrata       | 1 949 | 56,38 / 100,00  |     |
|                         | Partido Socialista             | 984   | 28,46 / 100,00  |     |
|                         | Partido Popular                | 342   | 9,89 / 100,00   |     |
|                         | Coligação Democrática Unitária | 43    | 1,24 / 100,00   |     |
|                         | Outros                         | 65    | 1,89 / 100,00   |     |
| Votos Inválidos         | Votos Inválidos                | 74    | 2,14 / 100,00   |     |
| Total                   | Total                          | 3 457 | 100,00 / 100,00 |     |
| Eleitorado/Participação | Eleitorado/Participação        | 5 290 | 65,35 / 100,00  |     |

### Ribeira Grande
| Partido                 | Partido                        | Votos  | %               | +/- |
| ----------------------- | ------------------------------ | ------ | --------------- | --- |
|                         | Partido Social Democrata       | 4 866  | 49,16 / 100,00  |     |
|                         | Partido Socialista             | 3 692  | 37,30 / 100,00  |     |
|                         | Partido Popular                | 791    | 7,99 / 100,00   |     |
|                         | Coligação Democrática Unitária | 129    | 1,30 / 100,00   |     |
|                         | Outros                         | 220    | 2,21 / 100,00   |     |
| Votos Inválidos         | Votos Inválidos                | 200    | 2,02 / 100,00   |     |
| Total                   | Total                          | 9 898  | 100,00 / 100,00 |     |
| Eleitorado/Participação | Eleitorado/Participação        | 18 967 | 52,19 / 100,00  |     |

### Santa Cruz da Graciosa
| Partido                 | Partido                  | Votos | %               | +/- |
| ----------------------- | ------------------------ | ----- | --------------- | --- |
|                         | Partido Social Democrata | 1 375 | 56,96 / 100,00  |     |
|                         | Partido Socialista       | 857   | 35,50 / 100,00  |     |
|                         | Partido Popular          | 94    | 3,89 / 100,00   |     |
|                         | Outros                   | 35    | 1,45 / 100,00   |     |
| Votos Inválidos         | Votos Inválidos          | 53    | 2,19 / 100,00   |     |
| Total                   | Total                    | 2 414 | 100,00 / 100,00 |     |
| Eleitorado/Participação | Eleitorado/Participação  | 4 276 | 56,45 / 100,00  |     |

### Santa Cruz das Flores
| Partido                 | Partido                        | Votos | %               | +/- |
| ----------------------- | ------------------------------ | ----- | --------------- | --- |
|                         | Partido Social Democrata       | 511   | 41,95 / 100,00  |     |
|                         | Partido Socialista             | 372   | 30,54 / 100,00  |     |
|                         | Coligação Democrática Unitária | 141   | 11,58 / 100,00  |     |
|                         | Partido Popular                | 135   | 11,08 / 100,00  |     |
|                         | PCTP/MRPP                      | 18    | 1,48 / 100,00   |     |
|                         | União Democrática Popular      | 15    | 1,23 / 100,00   |     |
|                         | Outros                         | 8     | 0,66 / 100,00   |     |
| Votos Inválidos         | Votos Inválidos                | 18    | 1,48 / 100,00   |     |
| Total                   | Total                          | 1 218 | 100,00 / 100,00 |     |
| Eleitorado/Participação | Eleitorado/Participação        | 2 061 | 59,10 / 100,00  |     |

### São Roque do Pico
| Partido                 | Partido                        | Votos | %               | +/- |
| ----------------------- | ------------------------------ | ----- | --------------- | --- |
|                         | Partido Social Democrata       | 859   | 45,59 / 100,00  |     |
|                         | Partido Socialista             | 811   | 43,05 / 100,00  |     |
|                         | Partido Popular                | 114   | 6,05 / 100,00   |     |
|                         | Coligação Democrática Unitária | 41    | 2,18 / 100,00   |     |
|                         | Outros                         | 34    | 1,80 / 100,00   |     |
| Votos Inválidos         | Votos Inválidos                | 25    | 1,33 / 100,00   |     |
| Total                   | Total                          | 1 884 | 100,00 / 100,00 |     |
| Eleitorado/Participação | Eleitorado/Participação        | 2 902 | 64,92 / 100,00  |     |

### Velas
| Partido                 | Partido                        | Votos | %               | +/- |
| ----------------------- | ------------------------------ | ----- | --------------- | --- |
|                         | Partido Social Democrata       | 1 679 | 61,19 / 100,00  |     |
|                         | Partido Socialista             | 586   | 21,36 / 100,00  |     |
|                         | Partido Popular                | 378   | 13,78 / 100,00  |     |
|                         | Coligação Democrática Unitária | 36    | 1,31 / 100,00   |     |
|                         | Outros                         | 41    | 1,49 / 100,00   |     |
| Votos Inválidos         | Votos Inválidos                | 24    | 0,87 / 100,00   |     |
| Total                   | Total                          | 2 744 | 100,00 / 100,00 |     |
| Eleitorado/Participação | Eleitorado/Participação        | 4 450 | 61,66 / 100,00  |     |

### Vila do Porto
| Partido                 | Partido                        | Votos | %               | +/- |
| ----------------------- | ------------------------------ | ----- | --------------- | --- |
|                         | Partido Socialista             | 1 035 | 46,14 / 100,00  |     |
|                         | Partido Social Democrata       | 910   | 40,57 / 100,00  |     |
|                         | Partido Popular                | 210   | 9,36 / 100,00   |     |
|                         | Coligação Democrática Unitária | 23    | 1,03 / 100,00   |     |
|                         | Outros                         | 35    | 1,56 / 100,00   |     |
| Votos Inválidos         | Votos Inválidos                | 30    | 1,34 / 100,00   |     |
| Total                   | Total                          | 2 243 | 100,00 / 100,00 |     |
| Eleitorado/Participação | Eleitorado/Participação        | 4 496 | 49,89 / 100,00  |     |

### Vila Franca do Campo
| Partido                 | Partido                        | Votos | %               | +/- |
| ----------------------- | ------------------------------ | ----- | --------------- | --- |
|                         | Partido Social Democrata       | 2 732 | 53,32 / 100,00  |     |
|                         | Partido Socialista             | 1 656 | 32,32 / 100,00  |     |
|                         | Partido Popular                | 473   | 9,23 / 100,00   |     |
|                         | Coligação Democrática Unitária | 78    | 1,52 / 100,00   |     |
|                         | Outros                         | 74    | 1,44 / 100,00   |     |
| Votos Inválidos         | Votos Inválidos                | 111   | 2,17 / 100,00   |     |
| Total                   | Total                          | 5 124 | 100,00 / 100,00 |     |
| Eleitorado/Participação | Eleitorado/Participação        | 8 036 | 63,76 / 100,00  |     |

### Vila Praia da Vitória
| Partido                 | Partido                  | Votos  | %               | +/- |
| ----------------------- | ------------------------ | ------ | --------------- | --- |
|                         | Partido Social Democrata | 4 581  | 48,90 / 100,00  |     |
|                         | Partido Socialista       | 3 601  | 38,44 / 100,00  |     |
|                         | Partido Popular          | 906    | 9,67 / 100,00   |     |
|                         | Outros                   | 183    | 1,95 / 100,00   |     |
| Votos Inválidos         | Votos Inválidos          | 98     | 1,04 / 100,00   |     |
| Total                   | Total                    | 9 369  | 100,00 / 100,00 |     |
| Eleitorado/Participação | Eleitorado/Participação  | 16 750 | 55,93 / 100,00  |     |